# Benzina (film)
Benzina è un film del 2001 diretto da Monica Stambrini e tratto dall'omonimo romanzo di Elena Stancanelli.

## Trama
Una giovane coppia di ragazze lesbiche, Stella e Lenni, seguono un lungo tragitto dopo la morte accidentale della madre di Lenni. Il film ha un intreccio circolare perché ha inizio e fine in una stazione di servizio.